# Chemin de fer Bellinzone–Mesocco
Le chemin de fer Bellinzone – Mesocco (en italien : Ferrovia Bellinzona–Mesocco, abrégé en BM) était un chemin de fer à voie métrique suisse reliant Bellinzone, dans le canton du Tessin, à Mesocco, dans le canton des Grisons. La ligne a été construite par la Società Anonima della Ferrovia Elettrica Bellinzona-Mesocco et a été plus tard intégrée aux chemins de fer rhétiques. Après une fermeture partielle, la section de la ligne entre Castione-Arbedo et Cama a été exploitée jusqu'en 2013 par la Società Esercizio Ferroviario Turistico (SEFT) en tant que chemin de fer touristique connu sous le nom de Ferrovia Mesolcinese.

## Historique

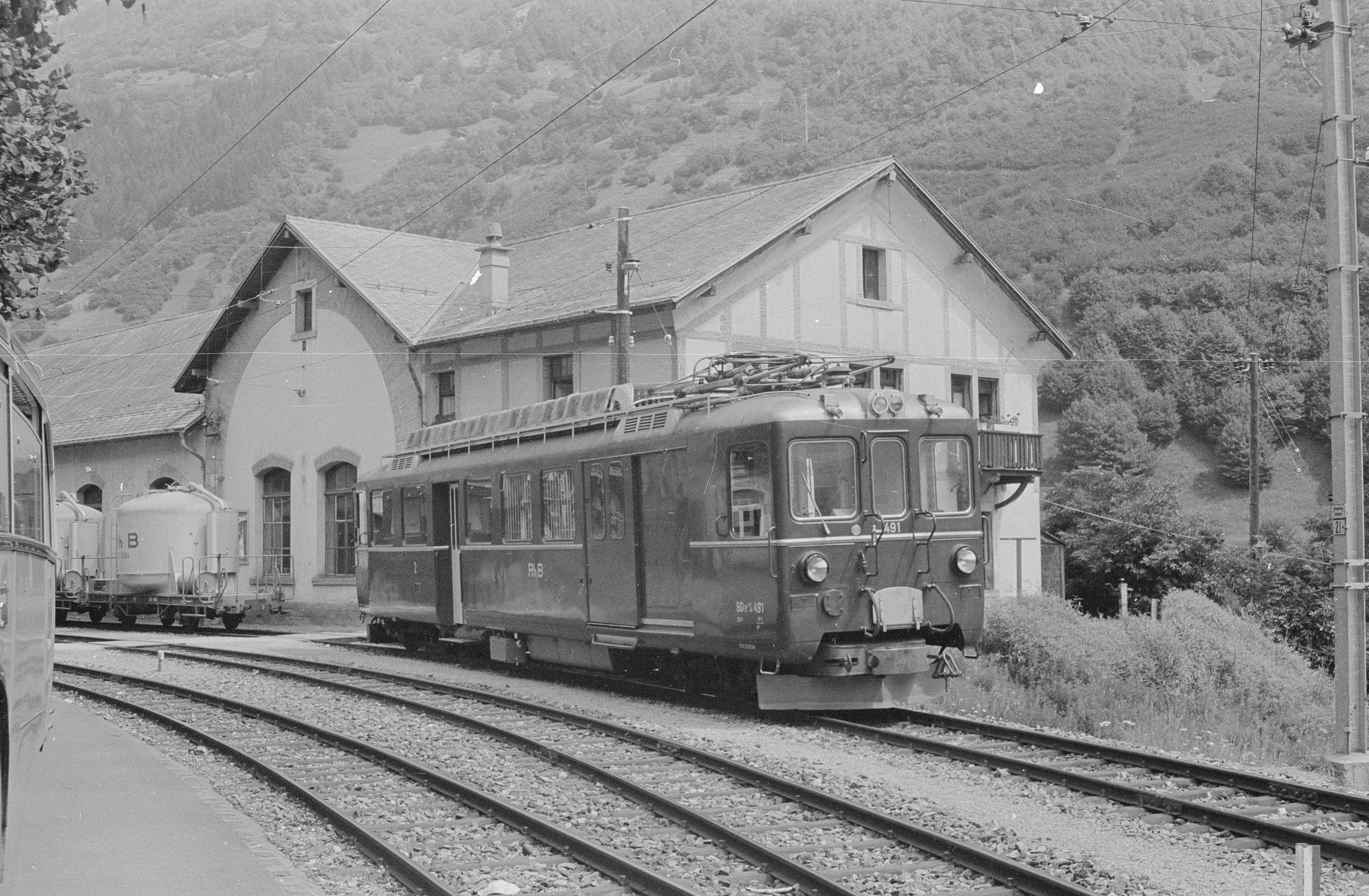
RhB BDe 4/4 491 à la gare de Mesocco en 1966

Le chemin de fer du Saint-Gothard a été mis en service en 1882, offrant une liaison de transport vers les communautés de la vallée du Tessin. Afin de fournir un lien avec les communautés de la Val Mesolcina, le chemin de fer Bellinzone – Mesocco a été inauguré en 1907. Bien que destiné à alimenter la voie ferrée du Gothard, le terminus de Bellinzone du BM était situé à environ 500 mètres de la station de la ligne principale, et le point de correspondance principal était la station Castione-Arbedo plus au nord.
Dès le début, une extension par le col de San Bernardino vers Thusis était prévue, afin de fournir une connexion ferroviaire avec les chemins de fer rhétiques (RhB), mais celle-ci n'a pas été construite. En 1942, la ligne a été fusionnée à la RhB, mais elle n'a jamais été connectée au réseau principal de ce chemin de fer. En 1972, le trafic voyageurs a cessé et la section de Bellinzone à Castione-Arbedo a été fermée, tandis que le trafic de marchandises a continué sur le reste de la ligne.
En 1978, la partie supérieure de la ligne a été endommagée par une tempête et n'a jamais été réparée. Le reste de la ligne entre Castione-Arbedo et Cama a continué à transporter du trafic fret jusqu'à ce que la fermeture des usines de la ligne supprime ce trafic. En 2003, le trafic de marchandises a cessé et la ligne a été transférée pendant 10 ans à la SEFT.

## Caractéristiques
La ligne d'origine avait une longueur de 31,3 km, et a été électrifiée en 1500 V continu par caténaire. Elle comptait 17 arrêts, une pente maximale de 6 % et un rayon minimum des courbes de 80 mètres. 
La ligne touristique restante comptait 12,7 km,. Elle a été fermée fin 2013.

## Patrimoine

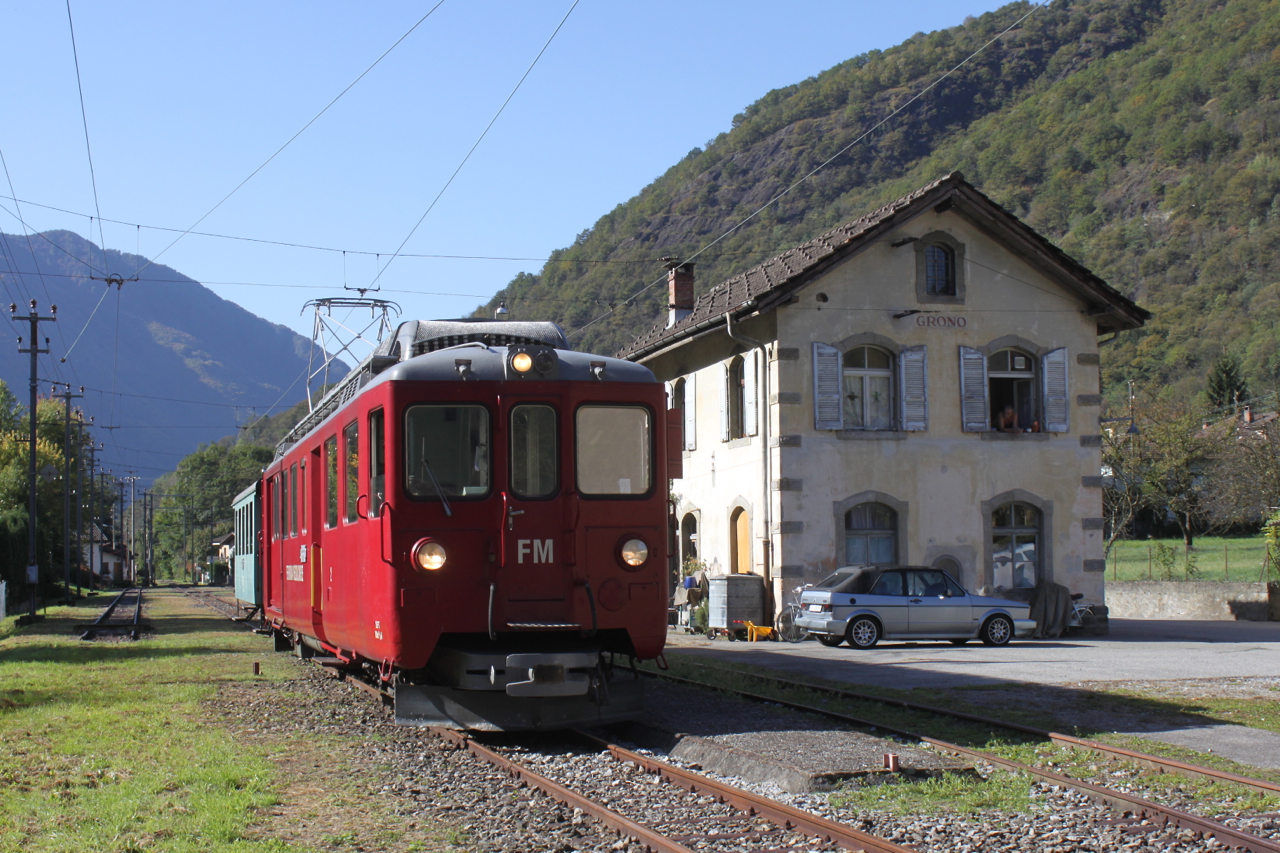
La BDe 4/4 491 à Grono en 2012

La ligne qui appartenait aux Chemins de fer rhétiques RhB, a été transférée en 2003, à l'association SEFT (Società Esercizio Ferroviario Turistico), qui l'a exploitée comme ligne touristique, entre Castione et Cama, les dimanches d'automne et d'été, jusqu'au 27 octobre 2013. La SEFT disposait d'un train complet : BDe 4/4 6 ex RhB 491 avec les deux véhicules à deux essieux B 51 et 52. La BDe 4/4 No 491 avait été construite par SWS (Schweizerische Wagonsfabrik Schlieren SA), SAAS (SA des Ateliers de Sécheron) et ABB en 1958. Cette automotrice a été stationnée en 2013 au dépôt de Grono, puis a été déplacée le 28 avril 2021 à Landquart pour restauration par les ateliers des RhB. Dès 2022, elle sera exposée au musée ferroviaire de l'Albula à Bergün sous le nom de Grotto 491,.